# 上司小剣
上司 小剣（かみつかさ しょうけん、1874年（明治7年）12月15日 - 1947年（昭和22年）9月2日）は、日本の小説家。

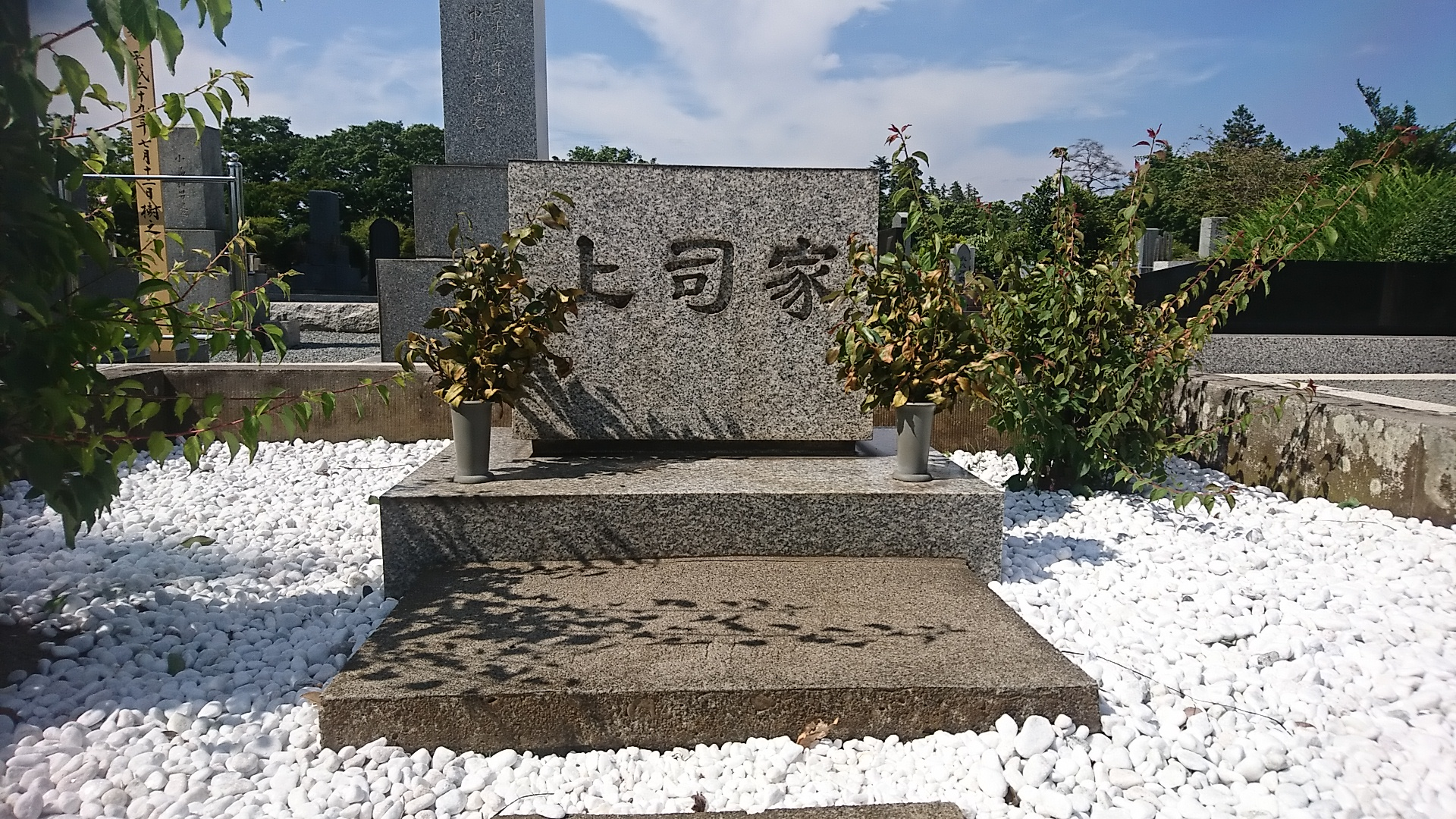
多磨霊園にある上司家の墓

奈良県奈良市生まれ、兵庫県多田村（のちの川西市）育ち。本名は延貴。父が多田神社の宮司を務めていた為、小学生まで多田村で育ち、その後母の実家である大阪に預けられる。大阪の浪華文学会で活動したあと1897年上京、読売新聞社に勤め、編集局長。1914年の半生記小説『鱧の皮』が田山花袋に賞賛され、代表作となった。1937年帝国芸術院会員。戦後、新日本文学会の賛助会員となった。
大塚子悠『星ひとつ－小剣さんを歩く－』（信樹舎2006）、荒井真理亜『上司小剣文学研究』（和泉書院 2005）が研究書としてある。

## 著書
- 『相撲新書』上司延貴（子介）編 博文館 1899年
- 『その日その日 小剣随筆』読売新聞社 1905年
- 『灰燼』春陽堂 1908年
- 『木像』今古堂 1911年1月（読売新聞1910年5月6日-7月26日）
- 『金魚のうろこ 短文集』文友堂書店 1913年
- 『鱧の皮』春陽堂 1914年 のち岩波文庫
- 『お光壮吉』植竹書院 1915年
- 『父の婚礼』新潮社 1915年
- 『小ひさき窓より』大同館書店 1915年
- 『巫女殺し』須原啓興社 1916年
- 『生存を拒絶する人』聚英閣 1920年
- 『花道』玄文社 1921年
- 『花瓶』博文館 1922年
- 『東京』 第1―2部 大鐙閣 1921－22年
- 『早婚者の手記』前篇 金子書店 1923年
- 『西行法師』而立社 1924年
- 『女護の島』 5版 玄文社 1924年
- 『ユウモレスク』中央堂 1924年
- 『現代長篇小説全集 上司小剣篇』新潮社 1928年
- 『Ｕ新聞年代記』中央公論社 1934年
- 『蓄音機読本』文学界社 1936年
- 『清貧に生きる』千倉書房 1940年
- 『生々抄』大東出版社 1941年
- 『余裕』東洋書館 1941年
- 『菅原道真』生活社 1946年
- 『上司小剣選集』全3巻 育英出版 1947－48年